# Diaphlebia nexans
Diaphlebia nexans é uma espécie da família odonata, que foi descrita pela primeira vez por Philip Powell Calvert, em 1903. Diaphlebia nexans pertence ao gênero Diaphlebia e à família Gomphidae.